# 西城戸誠
西城戸 誠（にしきど まこと、1972年 - ）は、日本の社会学者。専門は環境社会学、地域社会学。早稲田大学文学学術院教授。地域社会学会賞、日本NPO学会優秀賞等受賞。

## 人物・経歴
埼玉県生まれ。1995年北海道大学文学部卒業。2001年北海道大学大学院文学研究科人間システム科学専攻社会システム科学講座助手。2003年北海道大学大学院文学研究科博士課程修了、博士（行動科学）。同年京都教育大学教育学部社会科学科専任講師。2005年京都教育大学教育学部社会科学科助教授。2006年法政大学人間環境学部助教授。2007年法政大学人間環境学部准教授。2010年地域社会学会奨励賞受賞。2011年環境社会学会理事。2014年ハワイ大学マノア校社会学部客員研究員。2013年法政大学人間環境学部教授。2020年地域社会学会賞（共同研究部門）、日本NPO学会優秀賞受賞。2021年早稲田大学文学学術院教授。専門は環境社会学、地域社会学。

## 著作
- 『抗いの条件 : 社会運動の文化的アプローチ』人文書院 2008年
- 『避難と支援 : 埼玉県における広域避難者支援のローカルガバナンス』（原田峻と共著）新泉社 2019年

### 編著
- 『用水のあるまち : 東京都日野市・水の郷づくりのゆくえ』（黒田暁と共編著）法政大学出版局 2010年
- 『フィールドから考える地域環境 : 持続可能な地域社会をめざして』（小島聡と共同編著）ミネルヴァ書房 2012年
- 『生業と地域社会の復興を考える : 宮城県石巻市北上町の事例から』（平川全機と共編著）公人の友社 2015年
- 『再生可能エネルギーのリスクとガバナンス : 社会を持続していくための実践』（丸山康司, 本巣芽美と共編著）ミネルヴァ書房 2015年

### 編集
- 『棚田に｢保全｣を問うてみる : 景観・伝統を守る意義2003年度 京都教育大学学生科研 報告書』京都教育大学社会学研究室 2004年
- 『「仕事」を聴く : 2004年度社会調査実習報告書』京都教育大学社会学研究室 2004年
- 『生活クラブ生協北海道組合員に関する調査報告書 2006年度』（角一典と共編）法政大学人間環境学部 2007年
- 『生活クラブ生協・東京組合員に関するアンケート (2010年) 報告書』（角一典と共編）法政大学人間環境学部 2011年
- 『環境と社会』（舩戸修一と共編）人文書院 2012年
- 『震災と地域再生 : 石巻市北上町に生きる人びと』（宮内泰介, 黒田暁と共編）法政大学出版局 2016年
- 『サミット・プロテスト : グローバル化時代の社会運動』（野宮大志郎と共編）新泉社 2016年
- 『どうすればエネルギー転換はうまくいくのか』（丸山康司と共編）新泉社 2022年